# Chtchors (film)
Pour les articles homonymes, voir Chtchors.
Pour plus de détails, voir Fiche technique et Distribution.
Chtchors (en russe : Щорс), est un film soviétique réalisé par Alexandre Dovjenko et Ioulia Solntseva, sorti en 1939. C'est la biographie romancée de Nikolaï Chtchors, un héros de la Guerre civile russe,.

## Synopsis
L'action se déroule en Ukraine en 1919, lorsque les troupes de l'Armée rouge progressent en direction de Kiev. Bientôt, ils vont affronter les troupes de Petlioura et l'armée des volontaires de Dragomirov.

## Fiche technique
- Titre : Chtchors
- Titre original : Щорс
- Réalisation : Alexandre Dovjenko, Ioulia Solntseva[4]
- Scénario : Alexandre Dovjenko
- Photographie : Yuri Yekelchik
- Direction artistique : Morits Oumanski
- Montage : Alexandre Dovjenko
- Second réalisateur : Lazar Bodik, Ignat Ignatovich
- Son : Nikolaï Timartsev
- Musique : Dmitri Kabalevski (la bande originale inclut également la Chanson de Chtchors du compositeur Matveï Blanter).
- Pays d'origine :  Union soviétique
- Production : Studio Dovjenko
- Durée : 118 minutes
- Format : Noir et blanc - 35 mm - Mono
- Genre : Film historique, film de guerre
- Date de sortie : 1er mai 1939

## Distribution
- Evgueni Samoïlov : Nikolaï Chtchors
- Ivan Skuratov : ataman Bojenko
- Luka Liachtchenko : Timofei Tcherniak
- Nina Nikitina : Nastia
- Nikolaï Makarenko : commandant
- Valentin Doukler : Isaak Tychler
- Nikolaï Krioutchkov : membre du SR Rogovenko
- Boris Andreïev : soldat de l'Armée russe
- Alexander Khvylia : Savka
- Amvrossi Boutchma : général Terechkevitch
- Nonna Koperjynska[5]